# 耶萊娜·科斯塔尼奇

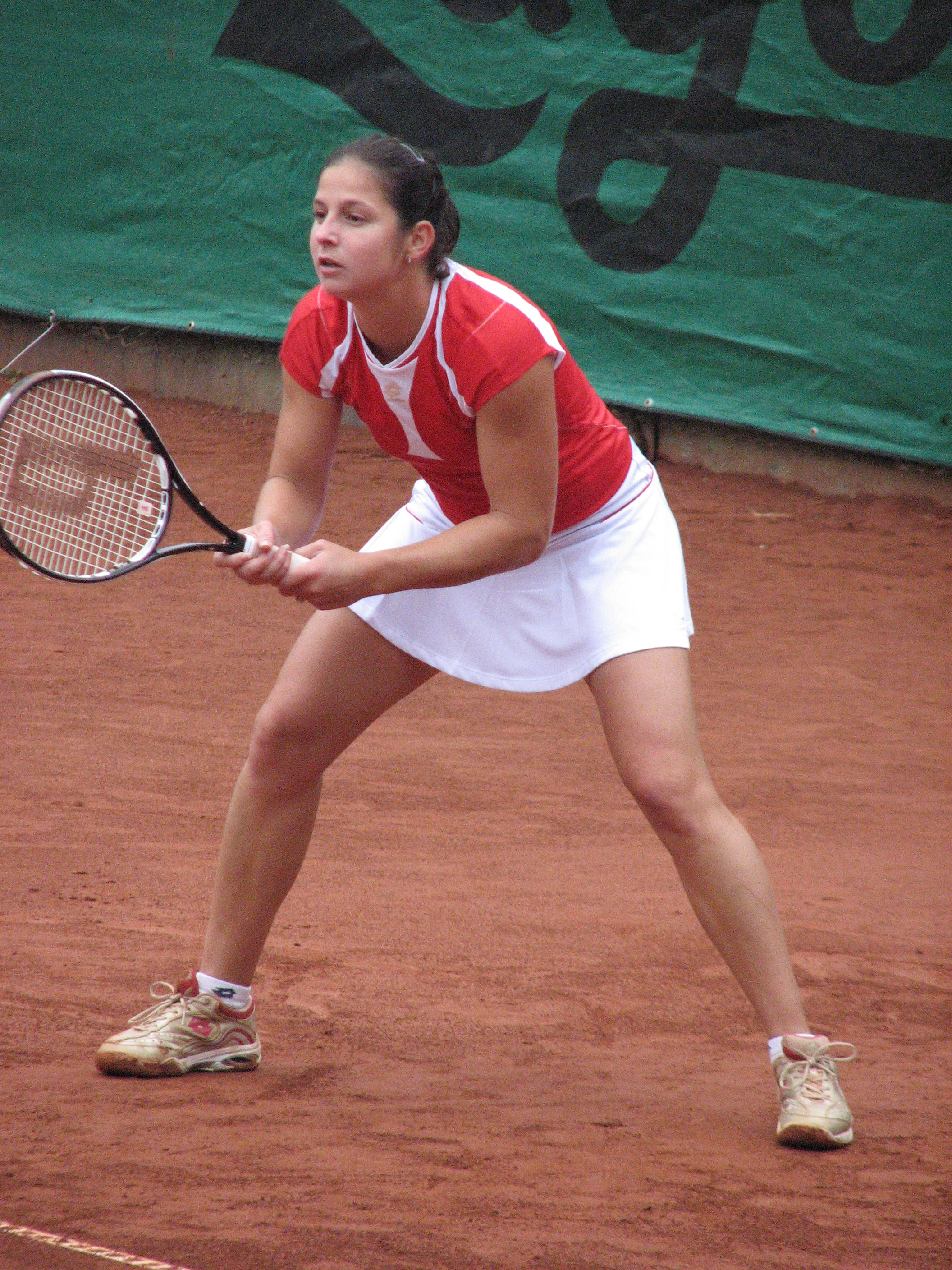
耶萊娜·科斯塔尼奇

耶萊娜·科斯塔尼奇（1981年7月6日—），克羅埃西亞女子職業網球運動員。
科斯塔尼奇一共獲得WTA雙打冠軍，在2004年7月26日達到生涯最高單打排名32，她也曾在1998年奪得澳網青少年組單打冠軍。

## 外部連結
- 耶萊娜·科斯塔尼奇的国际女子网球协会官方資料（英文）
- 耶萊娜·科斯塔尼奇的國際網球總會 職業／青少年 官方資料（英文）
- Fed Cup - Player profile - Jelena KOSTANIC TOSIC (CRO) （页面存档备份，存于）